# シュレンク管

シュレンク管いろいろ

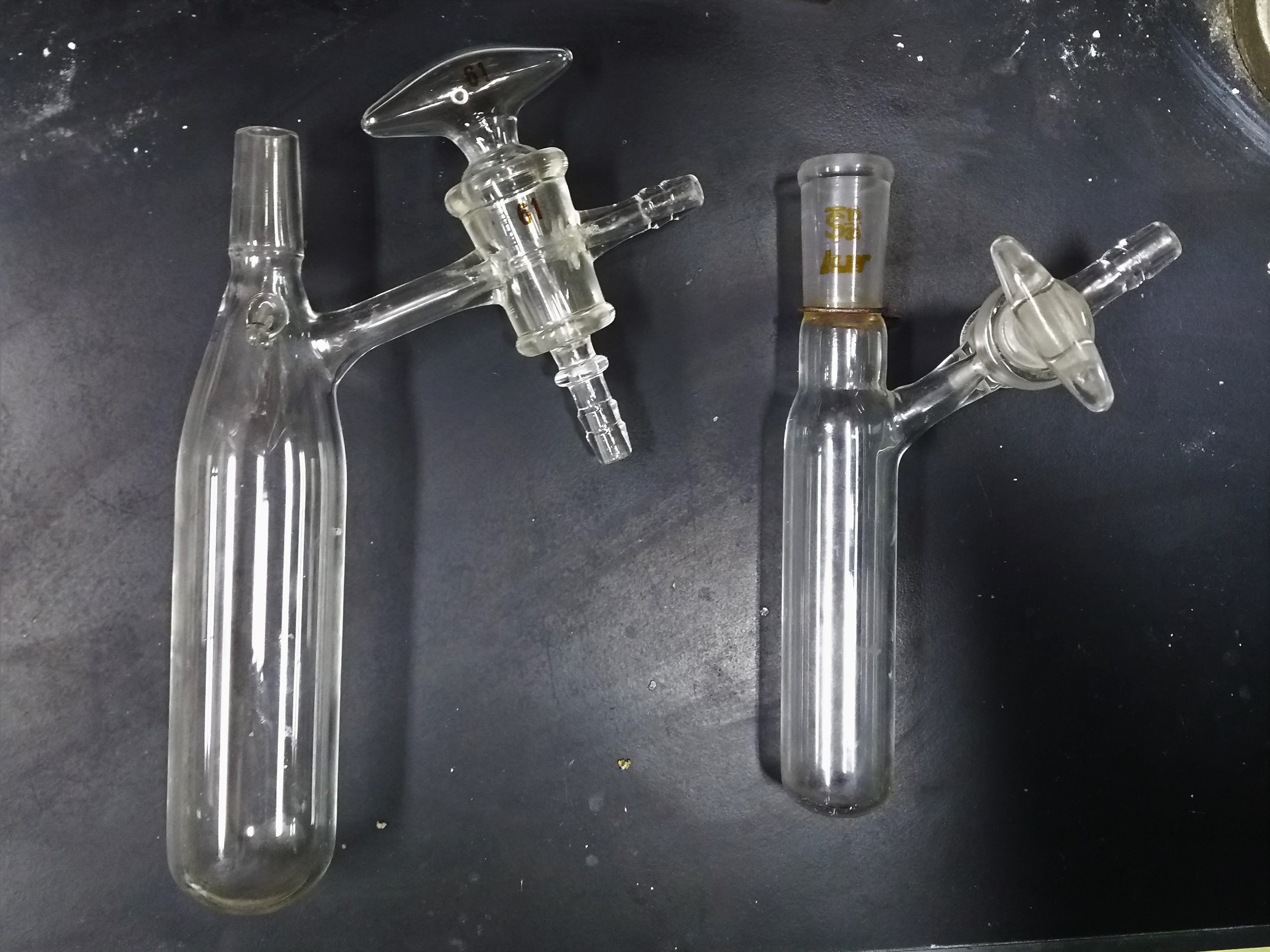
シュレンク管2種

シュレンク管（シュレンクかん,Schlenk flask）とは、微量の酸素、水などに対して不安定な化合物の反応、保管などのために用いられるフラスコのことである。
シュレンクチューブ、シュレンクフラスコ、または略して単にシュレンクとも呼ばれている。
シュレンク管にはドイツの化学者ヴィルヘルム・シュレンクによって考案された独特の形状の三方コック（シュレンクコック）、あるいはテフロン製のバルブが接続されている。
ここにフラスコ内の空気を排気するための真空ポンプと不活性ガス（窒素やアルゴン）の供給源を接続することでフラスコ内を不活性ガスに置換する。
通常の三方コックは1つのT字型の穴が掘られているだけであるので、真空ポンプによって排気されるフラスコ内の空気とフラスコに導入される不活性ガスは同じ流路を通過することになる。
そのため接続の切り替え時にコック内の穴に残っていた空気がフラスコ内に逆流し、厳密にフラスコ内を不活性ガスに置換するには何度も置換を行わなくてはならない。
これに対してシュレンクコックは別々に2本の穴が掘られており、逆流が起こらないようになっている。そのため置換の操作の回数を減らすことができる。
結晶の濾過を行うためのガラスフィルターが内部にあるものや、分液のためにフラスコの底にコックを接続したものなど様々なバリエーションがある。

## シュレンクライン

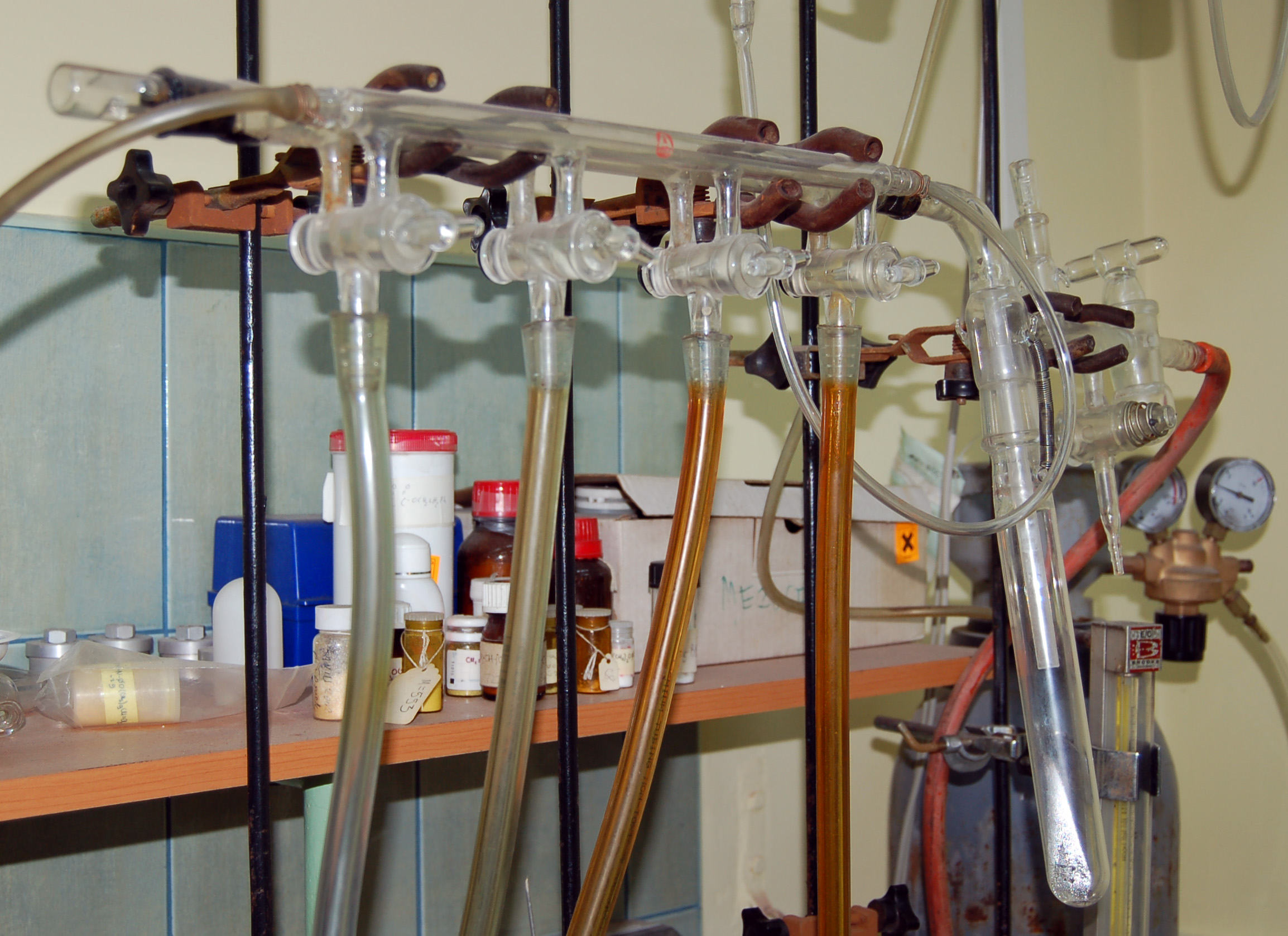
実験室の4連シュレンクライン、右側にあるのがコールドトラップ

空気や水などに触れさせたくない反応系や保存容器を接続するための配管として、シュレンクラインと呼ばれる器具がある。シュレンク管と同様に、空気を排気するための真空ポンプと不活性ガスの供給源へつなげる配管と反応系へつなぐ枝分かれ、ガスの流量や真空排気を調整するためのバルブまたはコックが一体につながっている。

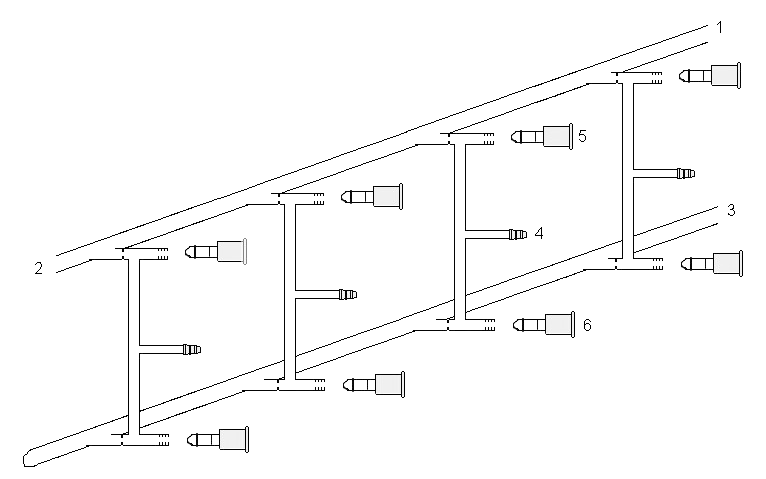
シュレンクラインの例 1: 不活性ガス導入、2: 排気（バブラー）、3: 真空ポンプへ（コールドトラップ）、4: 反応容器へ、5: ガス流量調整（テフロンバルブ）、6: 真空度調整（テフロンバルブ）
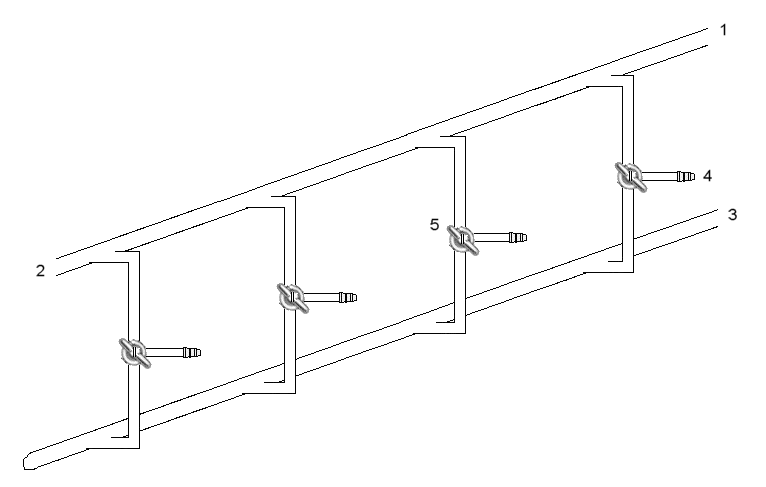
シュレンクラインの例 1: 不活性ガス導入、2: 排気（バブラー）、3 真空ポンプへ（コールドトラップ）、4: 反応容器へ、5、三方コック